# Nordea Nordic Light Open 2006
Nordea Nordic Light Open 2006 — жіночий тенісний турнір, що проходив на відкритих кортах з твердим покриттям на Олімпійському стадіоні у Стокгольмі (Швеція). Це був 5-й за ліком Nordea Nordic Light Open. Належав до турнірів 4-ї категорії в рамках Туру WTA 2006. Тривав з 7 до 13 серпня 2006 року. Третя сіяна Чжен Цзє здобула титул в одиночному розряді й отримала 22 тис. доларів США.

## Фінальна частина

### Одиночний розряд
Чжен Цзє —  Анастасія Мискіна, 6–4, 6–1
- Для Цзє це був 2-й титул в одиночному розряді за рік і 3-й - за кар'єру.

### Парний розряд
Ева Бірнерова /  Ярміла Ґайдошова —  Янь Цзи /  Чжен Цзє, 0–6, 6–4, 6–2

## Призові гроші й рейтингові очки

### Призові гроші
| Дисципліна       | П       | Ф       | ПФ     | ЧФ     | 1/8    | 1/16   | Q3   | Q2   | Q1   |
| Одиночний розряд | $22,000 | $12,345 | $6,650 | $3,580 | $1,925 | $1,035 | $555 | $300 | $175 |
| Парний розряд *  | $6,750  | $3,640  | $1,960 | $1,050 | $565   | Н/Д    | Н/Д  | Н/Д  | Н/Д  |

* на пару

### Рейтингові очки
| Дисципліна       | П  | Ф  | ПФ | ЧФ | 1/8 | 1/16 |
| Одиночний розряд | 95 | 67 | 43 | 24 | 12  | 1    |
| Парний розряд    | 95 | 67 | 43 | 24 | 1   | Н/Д  |

## Нотатки
1. ↑  Через дощ фінал в одиночному розряді перенесли на закритий корт Kungliga tennishallen за рахунку 1–1 у першому сеті.[1]